# Victor Monteiro
Pour les articles homonymes, voir Monteiro (homonymie).
Victor Monteiro, né le 14 décembre 1957 à la roça Agostinho Neto dans la colonie portugaise de Sao Tomé-et-Principe (actuel Sao Tomé-et-Principe), est un colonel et homme politique santoméen.
Durant les années 1980, où le jeune pays est dirigé par le parti unique du président de la République Manuel Pinto da Costa, il est chef de sa maison militaire.
Candidat à l'élection présidentielle de 2001, il obtient moins de 1 % des suffrages. Il est ministre de la Défense en 2002, puis conseiller en Défense du président Fradique de Menezes de 2003 à 2006 et directeur de cabinet de son successeur Manuel Pinto da Costa.
Membre du Mouvement pour la libération de Sao Tomé-et-Principe – Parti social-démocrate depuis l'indépendance du pays, il fait scission en 2014 en se présentant sous l'étiquette de la Plateforme nationale pour le développement de Sao Tomé-et-Principe aux élections législatives, avant de le réintégrer, et son Conseil national, en 2017. Il est candidat indépendant à l'élection présidentielle de 2021.

## Biographie

### Famille
Victor Tavares Monteiro naît le 14 décembre 1957 à la roça Rio do Ouro (aujourd'hui Agostinho Neto), dans le district de Lobata. Il grandit dans le district d'Água Grande, avec son frère, Vital, mort en 1974. Son père, le Capverdien Bernardino Lopes Monteiro, se révolte en 1953 face au massacre de Batepá et est emprisonné au camp de Tarrafal.

### Premier pas en politique
Victor Monteiro débute en politique au sein de la Jeunesse du Mouvement pour la libération de Sao Tomé-et-Principe et participe à la révolte étudiante de 1974 avant d'entrer dans l'armée.

### Hautes fonctions à la Défense
Il est assistant de campagne du premier président de la République de Sao Tomé-et-Principe, Manuel Pinto da Costa, et devient chef de sa maison militaire entre 1985 et 1988.
Il se présente ensuite à l'élection présidentielle de 2001 et finit quatrième avec 0,87 % des voix, devant Francisco Fortunato Pires mais derrière Fradique de Menezes (élu), Manuel Pinto da Costa et Carlos Tiny.
Il est ministre de la Défense et de l'Ordre intérieur du VIIe gouvernement santoméen de mars à septembre 2002. La démission du Premier ministre, Gabriel Costa, et par conséquent la fin du gouvernement au mois d'octobre (Monteiro avait démissionné le 26 septembre), ont pour cause des « différents personnels » entre Monteiro et Costa. De 2003 à 2008, Victor Monteiro est conseiller en Défense et en Ordre intérieur du président Fradique de Menezes. Après l'élection de Manuel Pinto da Costa à la présidence de la République 2011 comme président, Victor Monteiro devient son directeur de cabinet et le reste jusqu'à son départ en 2016.

### Élections législatives de 2014
Aux législatives de 2014, il se présente sous l'étiquette Plateforme nationale pour le développement de Sao Tomé-et-Principe. Chef de liste de celle du district de Lembá, il lui manque 57 voix pour être élu député. Après l'annonce des résultats, il dépose un recours au Conseil constitutionnel, mettant en cause une annulation du scrutin dans plusieurs bureaux de vote de son district à la suite d'un boycott.
Victor Monteiro est en 2015 colonel de réserve.

### Retour au MLSTP-PSD
Il réintègre le Mouvement pour la libération de Sao Tomé-et-Principe – Parti social-démocrate, et son Conseil national, en 2017.